# هيرمان سولبرغ نيلسن
هيرمان سولبرغ نيلسن هو لاعب كرة قدم نرويجي في مركز الهجوم، ولد في 30 أبريل 1999 في النرويج. لعب مع نادي ساندفيورد.